# Phakellia carduus
Phakellia carduus är en svampdjursart som först beskrevs av Jean-Baptiste Lamarck 1814.  Phakellia carduus ingår i släktet Phakellia och familjen Axinellidae. Inga underarter finns listade i Catalogue of Life.